# Pulaski megye (Georgia)
Pulaski megye az Amerikai Egyesült Államokban, azon belül Georgia államban található. Megyeszékhelye és legnagyobb városa Hawkinsville. Lakosainak száma 9855 fő (2020. április 1.). Pulaski megye Bleckley, Wilcox, Dodge, Dooly és Houston megyékkel határos.

## Népesség
A megye népességének változása:
| Lakosok száma | 11 908 | 11 837 | 11 683 | 11 542 | 11 396 | 9855 |
|               | 2010   | 2011   | 2012   | 2013   | 2015   | 2020 |